# Microsoft Dynamics 365

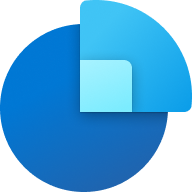
Microsoft Dynamics 365 Sales Logotipo

Microsoft Dynamics 365 es un conjunto integrado de aplicaciones de planificación de recursos empresariales (ERP) y gestión de relaciones con el cliente (CRM) ofrecidas por Microsoft. Su producto estrella, Dynamics GP, fue fundado en 1981.

## Aplicaciones
Microsoft Dynamics se compone en gran medida de productos desarrollados por empresas que adquirió Microsoft: Dynamics GP (anteriormente Great Plains), Dynamics NAV (anteriormente Navision; ahora bifurcado en Dynamics 365 Business Central), Dynamics SL (anteriormente Solomon) y Dynamics AX (anteriormente Axapta; ahora bifurcado en Dynamics 365 Finance and Operations). Los diversos productos están dirigidos a diferentes segmentos del mercado, que van desde pequeñas y medianas empresas (PYMES) hasta grandes organizaciones con capacidad multilingüe, moneda y entidad legal. En los últimos años, Microsoft Dynamics ERP ha centrado sus esfuerzos de marketing e innovación en las suites SaaS.
Microsoft Dynamics 365 contiene más de 15 aplicaciones:<ref>"Microsoft Dynamics 365" Sitio de aplicaciones de Microsoft Dynamics 365 Business</ref>Combina múltiples funciones y servicios comerciales en una sola plataforma.
Dynamics 365 se integra con otros productos de Microsoft como Office 365, Power BI y Azure, lo que permite a las empresas optimizar sus operaciones, mejorar la participación del cliente y tomar decisiones basadas en datos. La plataforma es altamente personalizable, lo que permite a las organizaciones adaptarla a sus necesidades específicas y requisitos de la industria.
Dynamics 365 está diseñado para ayudar a las empresas a unificar sus procesos, obtener información sobre sus operaciones y fomentar mejores relaciones con los clientes. Proporciona herramientas para gestionar oportunidades de ventas, automatizar campañas de marketing, realizar un seguimiento de las interacciones con los clientes, gestionar las finanzas, optimizar las operaciones y más. La plataforma está disponible mediante suscripción, con diferentes módulos y opciones de precios para satisfacer las necesidades de diversas empresas.
Microsoft Dynamics 365 contiene más de 15 aplicaciones:
- Dynamics 365 Sales – Líderes de ventas, operaciones de ventas
- Plataforma de datos del cliente Dynamics 365: Customer Insights
- Plataforma de datos del cliente Dynamics 365: Voz del cliente
- Dynamics 365 Customer Service – Líderes de servicio al cliente, operaciones de servicio al cliente
- Dynamics 365 Field Service – Líderes de servicios de campo, operaciones de servicios de campo
- Dynamics 365 Remote Assist
- Dynamics 365 Human Resources – Atraer, incorporar, recursos humanos centrales
- Dynamics 365 Finanzas y Operaciones – Líderes financieros, Líderes de operaciones
- Dynamics 365 Supply Chain Management - Optimice la planificación, la producción, el stock, el almacén y el transporte.
- Dynamics 365 Gestión inteligente de pedidos
- Dynamics 365 Comercio
- Dynamics 365 Operaciones de proyecto
- Dynamics 365 Marketing: Adobe Marketing Cloud, Dynamics 365 para Marketing
- Inteligencia artificial de Dynamics 365 – IA para ventas, IA para servicio al cliente, IA para conocimiento del mercado
- Dynamics 365 Mixed Reality – Asistencia remota, diseño y guías
- Dynamics 365 Business Central – ERP para PYMES

## Microsoft Dynamics 365 para Finanzas y Operaciones
Microsoft Dynamics 365 for Finance and Operations Enterprise Edition (anteriormente Microsoft Dynamics AX) ERP y CRM producto destinado a medianas empresas empresas de gran tamaño y tamaño. Integrando las características de Dynamics AX y Dynamics CRM, que consta de los siguientes módulos: para Finanzas y Operaciones, para Sales Enterprise, para Marketing, para Servicio al Cliente, para Servicio de Campo, para Automatización de Servicios de Proyectos. Está diseñado para conectarse fácilmente con Office 365 y PowerBI.

### Microsoft Dinámica AX
Microsoft Dynamics AX era uno de los productos software de planificación de recursos empresariales (ERP) de Microsoft. En 2018, se eliminó su interfaz de cliente pesado y el producto web pasó a llamarse "Microsoft Dynamics 365 para Finanzas y Operaciones" como parte de la suite Dynamics 365. MDCC o Microsoft Development Center Copenhague fue alguna vez el principal centro de desarrollo para Dynamics AX. Contiene Microsoft Dynamics AX 19 módulos principales:

#### Núcleo tradicional (desde Axapta 2.5)
- Libro mayor – funciones de libro mayor, impuestos sobre las ventas, moneda y activos fijos
- Gestión bancaria: recibe y paga efectivo.
- Gestión de relaciones con los clientes (CRM) – contacto y mantenimiento de relaciones comerciales (clientes, proveedores y clientes potenciales)
- Cuentas por cobrar – entrada de pedidos, envío y facturación
- Cuentas por pagar – órdenes de compra, bienes recibidos en el inventario
- Gestión de inventario: gestión y valoración de inventario[5]
- Planificación maestra (recursos) – compra y planificación de producción
- Producción: listas de materiales, seguimiento de fabricación.
- Almacene, administre e interprete datos.[6]

#### Núcleo extendido
Los siguientes módulos son parte del núcleo de AX 2009 (AX 5.0) y están disponibles por licencia en AX 4.0:
- Control de planta
- Contabilidad de costos
- Cuadro de mando integrals
- Gestión De Servicios
- Administración de gastos
- Nómina administración[7]
- Gestión ambiental[8]

#### MorphX y X++
X++ integra consultas SQL en código estándar estilo Java. Los tres ejemplos siguientes producen el mismo resultado, aunque el primero tiene generalmente un mejor rendimiento. Los ejemplos 2 y 3 insinúan un comportamiento similar a un objeto en los buffers de tabla.
Muestra #1
<sintaxishighlight lang="x++">
/// <resumen>
/// Este trabajo se utiliza como muestra de X++
/// </summary>
vacío estático público xppTest1 (Args _args)
{
```
    Información de usuario Información de usuario;
```

```
    ttsComenzar;
    update_recordset información de usuario
    configuración habilitada = NoSí::No
    donde userInfo.id! = 'Administrador'
    && información de usuario.enable;
    ttsCommit;
```

}
</syntaxhighlight>
Muestra #2
<sintaxishighlight lang="x++">
/// <resumen>
/// Este trabajo se utiliza como muestra de X++
/// </summary>
público estático vacío xppTest2 (Args _args)
{
```
    Información de usuario Información de usuario;
```

```
    ttsComenzar;
    mientras selecciona para actualizar información de usuario
    donde userInfo.id! = 'Administrador'
    && información de usuario.enable
    {
        userInfo.enable = NoSí::No;
        userInfo.update();
    }
    ttsCommit;
```

}
</syntaxhighlight>
Muestra #3
<sintaxishighlight lang="x++">
/// <resumen>
/// Este trabajo se utiliza como muestra de X++
/// </summary>
público estático vacío xppTest3 (Args _args)
{
```
    Información de usuario Información de usuario;
```

```
    ttsComenzar;
    seleccione para actualizar información de usuario
    donde userInfo.id! = 'Administrador'
    && información de usuario.enable;
    mientras (información de usuario)
    {
        userInfo.enable = NoSí::No;
        userInfo.update();
        siguiente información de usuario;
    }
    ttsCommit;
```

#### Presencia en Internet
La información sobre Axapta antes de la compra de Microsoft estaba disponible en technet.navision.com, un grupo de noticias propietario basado en la web, que creció hasta alcanzar un número considerable de miembros y publicaciones antes. la compra de Microsoft en 2002.
Después de que Microsoft incorporó Axapta en su suite Business Solution, transfirió el contenido del grupo de noticias al grupo de noticias Microsoft Business Solutions. La publicación más antigua de Axapta Technet que se puede encontrar data de agosto de 2000.

#### Eventos
Extreme Conferences: extreme365 es una conferencia para la comunidad de socios de Dynamics 365 que ahora incluye Dynamics AX, con un foro ejecutivo.

#### Personalización y análisis predictivo
En la Conferencia de la Federación Nacional de Minoristas (NRF) de 2016 en Nueva York, Microsoft dio a conocer su asociación con Infinite Analytics, una empresa de personalización y análisis predictivo con sede en Cambridge.

## Microsoft Dynamics 365 Business Central

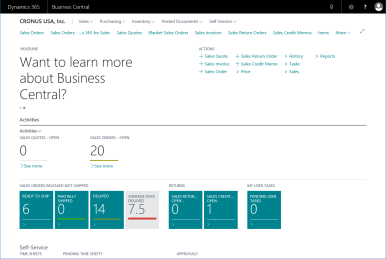
Captura de pantalla del área de trabajo de Microsoft Dynamics 365 Business Central North American Edition

Microsoft Dynamics 365 Business Central (anteriormente Microsoft Dynamics NAV) Producto ERP y CRM destinado a pequeñas y medianas empresas . Integrando las funciones de Dynamics NAV y Dynamics CRM, que consta de los siguientes módulos: para Finanzas y Operaciones, para Profesionales de Ventas, para Marketing. Fácilmente conectado con Office 365 y PowerBI.
- Microsoft Dynamics 365 Customer Engagement (anteriormente Microsoft CRM). Microsoft Dynamics 365 Customer Engagement contiene módulos para interactuar con los clientes: Marketing, Ventas, Servicio al cliente, Servicio de campo. El Servicio de Atención al Cliente es un módulo utilizado para automatizar los procesos de atención al cliente proporcionando informes y paneles de datos de rendimiento.[13] Da acceso a varios módulos como chat directo, canales sociales o soporte visual en vivo como ViiBE.[14]

### Implementación en línea y local
El sistema Dynamics 365 Business Central viene en una versión alojada en línea (SaaS) y una versión local para implementación y administración manual.
Algunas características, como la integración con otros servicios en línea de Microsoft, no están disponibles en la versión local y solo en la edición en línea.

### Localización
Como sistema ERP internacional, Business Central está disponible con 24 localizaciones Internacionalización y localización oficiales para trabajar con las características y requisitos locales de varios países. Los socios locales proporcionan 47 localizaciones adicionales.
El sistema cumple con varios estándares financieros internos para cumplir con los requisitos locales, como GDPR, NIC/IFRS y SOX.

### Ediciones y licencias
Hay dos ediciones de Business Central, Essentials y Premium. Essentials cubre Finanzas, Ventas, Marketing, Compras, Inventario, Almacenamiento y Gestión de proyectos. Premium incluye todas las funciones de Essentials más las funciones de Service Management y Manufacturing.
Con la llegada de NAV 2013, Microsoft introdujo un nuevo modelo de licencia que operaba sobre una base de usuario concurrente. con este model, las licencias de usuario eran de dos tipos: Usuario completo o Usuario limitado. El usuario completo tiene acceso a todo el sistema, mientras que el usuario limitado solo tiene acceso de lectura al sistema y acceso de escritura limitado.
Desde el lanzamiento del cambio de marca de Business Central, el modelo de licencia cambió a un modelo licencia por puesto con un multiplicador de puestos simultáneos de 3x agregado a cualquier licencia perpetua existente de versiones anteriores de Dynamics NAV. Los clientes con una licencia Dynamics NAV Extended Pack fueron trasladados a la edición Premium.

## Ventas de Microsoft Dynamics 365
Microsoft Dynamics 365 Sales es un paquete de software de gestión de relaciones con el cliente desarrollado por Microsoft. La versión actual es Dynamics 365. El nombre y la licencia cambiaron con la actualización de Dynamics 2016. 365 Sales viene con capacidades de softphone.

## Historia
Microsoft Dynamics era una línea de aplicaciones comerciales que contenía planificación de recursos empresariales (ERP) y gestión de relaciones con el cliente (CRM). Microsoft comercializó aplicaciones Dynamics a través de una red de socios revendedores que brindaron servicios especializados. Microsoft Dynamics formó parte de "Microsoft Business Solutions". Dynamics se puede utilizar con otros programas y servicios de Microsoft, como SharePoint, Yammer, Office 365, Azure y Outlook. Las industrias de enfoque de Microsoft Dynamics son el comercio minorista, los servicios, la fabricación, los servicios financieros y el sector público. Microsoft Dynamics ofrece servicios para pequeñas, medianas y grandes empresas.

### Central de Negocios
Business Central se publicó por primera vez como Dynamics NAV y Navision, que Microsoft adquirió en 2002.

#### Navisión
Navision se originó en PC&C A/S (Personal Computing and Consulting), una empresa fundada en Dinamarca en 1984. PC&C lanzó su primer paquete de contabilidad, PCPlus, en 1985: una aplicación de usuario único con contabilidad básica. funcionalidad. Siguió en 1987 la primera versión de Navision, una aplicación de contabilidad basada en cliente/servidor que permitía múltiples los usuarios puedan acceder al sistema simultáneamente. El éxito del producto llevó a la empresa a cambiar su nombre a Navision Software A/S en 1995.
El producto Navision se vendió principalmente en Dinamarca hasta 1990. A partir de la versión 3 de Navision, el producto se distribuyó en otros países europeos, incluidos Alemania y el Reino Unido.
En 1995 se lanzó la primera versión de Navision basada en Microsoft Windows 95.
En 2000, Navision Software A/S se fusionó con la firma danesa Damgaard A/S (fundada en 1983) para crearorm NavisionDamgaard A/S. En 2001, la empresa cambió su nombre a "Navision A/S".
El 11 de julio de 2002, Microsoft compró Navision A/S junto con su anterior adquisición de Great Plains Software. Navision se convirtió en una nueva división de Microsoft, denominada Microsoft Business Solutions, que también manejaba Microsoft CRM.
En 2003, Microsoft anunció planes para desarrollar un sistema ERP completamente nuevo (Project Green). Pero luego decidió continuar con el desarrollo de todos los sistemas ERP (Dynamics AX, Dynamics NAV, Dynamics GP y Dynamics SL). Microsoft lanzó los cuatro sistemas ERP con la misma nueva interfaz de usuario basada en roles, informes y análisis basados en SQL, portal basado en SharePoint, clientes móviles basados en Pocket PC y integración con Microsoft Office.

#### Dinámica NAV
En septiembre de 2005, Microsoft cambió el nombre del producto y lo relanzó como Microsoft Dynamics NAV.
En diciembre de 2008, Microsoft lanzó Dynamics NAV 2009, que contiene tanto el cliente "clásico" original como una nueva GUI basada en .NET Framework tres niveles llamado Cliente adaptado a roles (RTC).
En el primer trimestre de 2014, NAV alcanzó los 102.000 clientes actuales.
En 2016, Microsoft anunció la creación de Dynamics 365 — un cambio de marca del conjunto de productos Dynamics ERP y CRM como parte de una nueva oferta solo en línea. Como parte de esta suite, el sucesor de NAV recibió el nombre en código "Madeira". Este nombre en clave reemplazó "Madeira".
El 2 de abril de 2018, Business Central se lanzó públicamente y se anunciaron planes para lanzamientos semestrales.
Business Central introdujo un nuevo lenguaje AL para el desarrollo y tradujo el código base de Dynamics NAV (C/AL).

### Dinámica SL, Dinámica GP, Dinámica C5
Varias variantes de la marca Dynamics tienen rutas de migración a Business Central y la mayoría no ha tenido una nueva versión desde 2018. Las versiones posteriores de Los productos SL, GP y C5 adoptaron la interfaz de usuario del cliente adaptada a roles de Dynamics NAV, lo que ayudó a allanar la transición al producto Business Central.
| Producto       | Último lanzamiento importante | Fecha de finalización del ciclo de vida del soporte |
| -------------- | ----------------------------- | --------------------------------------------------- |
| Dinámica SL    | 2018                          | 11/07/2028                                          |
| GP de dinámica | 2018 R4 (noviembre de 2021)   | 11/01/2028                                          |
| Dinámica C5    | 2016                          | 14/04/2026                                          |

#### Historia de la Dinámica C5

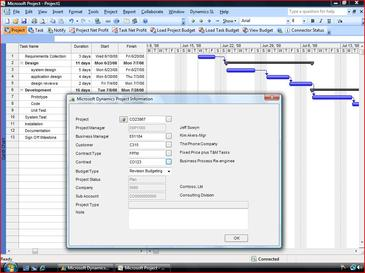
Conector de Microsoft Dynamics SL

Dynamics C5 se desarrolló en Dinamarca como sucesor del Concorde C4 basado en DOS. La empresa desarrolladora Damgaard Data se fusionó con Navision en 2001, que posteriormente fue adquirida por Microsoft Microsoft en 2002, cambiando el nombre de la solución de Navision C5 a Microsoft Dynamics C5.
El producto gestiona actualmente más de 70.000 instalaciones en Dinamarca.

#### Historia de Dinámica SL
Con sede en Findlay, Ohio, las raíces de Solomon se remontan a más de 35 años, cuando los cofundadores Gary Harpst, Jack Ridge y Vernon Strong fundaron TLB, Inc. en 1980. TLB, Inc. significa The Lord's Business, "para recordar a los fundadores Por qué se inició el negocio: para conducir el negocio de acuerdo con los principios bíblicos". Posteriormente, TLB pasó a llamarse Solomon Software y luego Microsoft Dynamics SL.

#### Historia de Dynamics GP
El producto Dynamics GP fue desarrollado originalmente por Great Plains Software, una empresa independiente ubicada en Fargo, Dakota del Norte dirigida por Doug Burgum. Dynamics Release 1.0 se lanzó en febrero de 1993. Fue uno de los primeros paquetes de contabilidad en los Estados Unidos que fueron diseñados y escrito para ser multiusuario y ejecutarse en Windows como software de 32 bits. A finales de 2000, Microsoft anunció la compra de Great Plains Software. Esta adquisición se completó en abril de 2001.
Dynamics GP está escrito en un lenguaje llamado Dexterity. Las versiones anteriores eran compatibles con Microsoft SQL Server, Pervasive PSQL, Btrieve, y las versiones anteriores también usaban C-tree, aunque después de la compra todas las versiones nuevas cambiaron completamente a Microsoft. Bases de datos de SQL Server.

### Finanzas
Microsoft Dynamics 365 Finance es un sistema Microsoft planificación de recursos empresariales (ERP) para organizaciones medianas y grandes. El software, que forma parte de la línea de productos Dynamics 365, se lanzó por primera vez de forma general en noviembre de 2016, inicialmente con la marca "Dynamics 365 for Operations". En julio de 2017, pasó a llamarse "Dynamics 365 for Finance and Operations". Al mismo tiempo, Microsoft cambió el nombre de su paquete de software empresarial para pequeñas empresas (Business Edition, Financials) a Finance and Operations, Business Edition; sin embargo, las dos aplicaciones se basan en plataformas completamente diferentes. Su historia incluye:
- 1998 (marzo) - Axapta, una colaboración entre IBM y el danés Damgaard Data, lanzado en danés y Estados Unidos mercados.
- 2000 - Presagaard Data se fusionó con Navision Software A/S para formar NavisionDamgaard, más tarde denominada Navision A/S. Lanzamiento de Axapta 2.5. IBM devolvió todos los derechos del producto a Damgaard Data poco después del lanzamiento de la Versión 1.5.
- 2002: Microsoft adquiere Navision A/S.[42] Lanzamiento de Axapta 3.0.
- 2006 - Lanzamiento de Microsoft Dynamics AX 4.0.
- 2008: lanzamiento de Microsoft Dynamics AX 2009.
- 2011: lanzamiento de Microsoft Dynamics AX 2012.[43] Estuvo disponible y fue admitido en más de 30 países y 25 idiomas. Dynamics AX se utiliza en más de 20.000 organizaciones de todos los tamaños en todo el mundo.[44]
- 2016: lanzamiento de Microsoft Dynamics AX 7. Posteriormente se cambió el nombre a Dynamics 365 for Operations. Esta actualización fue una revisión importante con una interfaz de usuario completamente nueva entregada a través de un cliente HTML5 basado en navegador e inicialmente solo disponible como una aplicación alojada en la nube. Sin embargo, esta versión duró solo unos meses, ya que Dynamics AX pasó a llamarse Microsoft Dynamics 365 for Operations en octubre de 2016, y una vez más como Dynamics 365 for Finance and Operations en julio de 2017.
- 2017: cambio de nombre a Dynamics 365 para Finance and Operations, Enterprise Edition[45] (No debe confundirse con Dynamics 365 for Finance and Operations Business Edition, que se basa en el anterior Microsoft Dynamics NAV).
- 2018: Renombrado a Dynamics 365 para Finanzas y Operaciones
- 2018 - El Módulo de Recursos Humanos pasó a ser Dynamics 365 for Talent, ahora Dynamics 365 Human Resources.
- 2020: cambio de nombre y división en dos productos:[46]
  - Dinámica 365 Finanzas
  - Gestión de la cadena de suministro de Dynamics 365

### Ventas

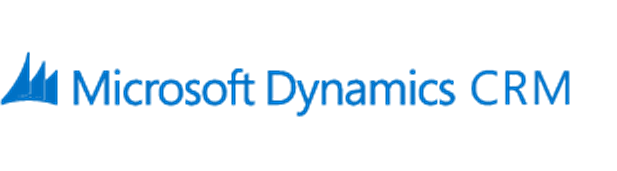
Logotipo antiguo de Microsoft Dynamics CRM

Microsoft Dynamics 365 Sales ha pasado por varias iteraciones a lo largo de su historia.

#### Microsoft CRM 1.2
Microsoft CRM 1.2 se lanzó el 8 de diciembre de 2003. Microsoft CRM 1.2 no fue adoptado ampliamente por la industria.
No era posible crear entidades personalizadas, pero había un kit de desarrollo de software (SDK) disponible usando puntos finales SOAP y XML para interactuar con él.

#### Microsoft Dinámico CRM 3.0
La segunda versión pasó a llamarse Microsoft Dynamics 3.0 (la versión 2.0 se omitió por completo) para indicar su inclusión dentro de la familia de productos Dynamics y se lanzó el 5 de diciembre de 2005.
Las actualizaciones notables con respecto a la versión 1.2 son la facilidad para crear personalizaciones en CRM, el cambio del uso de Crystal Reports a Microsoft SQL Reporting Services y la capacidad de ejecutarse en Windows Vista y Outlook 2007.
Las importantes adiciones lanzadas más tarde por Microsoft también permitieron el acceso a Dynamics CRM 3.0 mediante varios dispositivos móviles y la integración con Siebel Systems. Esta fue la primera versión que tuvo una aceptación razonable por parte de los clientes.
Puede crear entidades personalizadas y relaciones (1xN) entre el sistema/entidades personalizadas.

#### Microsoft Dinámico CRM 4.0
Dynamics CRM 4.0 (también conocido como Titan) se introdujo en diciembre de 2007 (número de compilación RTM 4.0.7333.3 Números de compilación de Microsoft CRM desde la versión 4.0 a la versión 8). Ofrece multiinquilino, seguridad de informes mejorada, importación de datos, combinación de correo directo y soporte para tecnologías más nuevas como Windows Server 2008 y SQL Server 2008 (paquete acumulativo de actualizaciones 4).
Dynamics CRM 4.0 también implementa CRM Online, una solución alojada que Microsoft ofrece directamente. La opción de arrendamiento múltiple también permite a los ISV ofrecer soluciones alojadas a los clientes finales.
Dynamics CRM 4.0 es la primera versión del producto, que ha tenido una aceptación significativa en el mercado y superó la marca del millón de usuarios en julio de 2009.
Se agregó soporte adicional para las relaciones NxN, lo que resolvió muchas entidades "intermedias". También se introdujeron "Conexiones" en favor de "Relaciones". El diseño de la interfaz de usuario se basó en la apariencia de Office 2007, con el mismo sombreado azul y el mismo botón redondo que "iniciar".

#### Microsoft Dinámico CRM 2011
Dynamics CRM 2011 se lanzó para abrir Beta en febrero de 2010. Luego pasó a la etapa de lanzamiento candidato en diciembre de 2010. Luego, el producto se lanzó en febrero de 2011 (número de compilación 5.0.9688.583).
Navegadores como Internet Explorer, Chrome y Firefox son totalmente compatibles desde el paquete acumulativo de actualizaciones 12 de Microsoft Dynamics CRM 2011. Porque La compatibilidad de este navegador con R12 fue muy esperada, pero también causó mucho estrés a los clientes que habían utilizado personalizaciones no compatibles. R12 rompió esas personalizaciones y los clientes tuvieron que repensar sus cambios. Microsoft ofreció asistentes adicionales para identificar los problemas.

#### Microsoft Dinámico CRM 2013
Dynamics CRM 2013 se lanzó para un grupo beta cerrado el 28 de julio de 2013. Dynamics CRM 2013 Online se lanzó para nuevos registros en octubre de 2013. Se lanzó en noviembre de 2013 (número de compilación 6.0.0000.0809).

#### Microsoft Dinámico CRM 2015
El 16 de septiembre de 2014, Microsoft anunció que Microsoft Dynamics CRM 2015, así como las actualizaciones de sus servicios Microsoft Dynamics CRM Online y Microsoft Dynamics Marketing, estarán disponibles de forma general en el cuarto trimestre de 2014. Microsoft también publicó una guía preliminar con detalles.
El 30 de noviembre de 2014, Microsoft anunció la disponibilidad general de Microsoft Dynamics CRM 2015 y la actualización 2015 de Microsoft Dynamics Marketing.
El 6 de enero de 2015, Microsoft anunció la disponibilidad de un servicio CRM Cloud específicamente para el Gobierno de EE. UU. que está diseñado para cumplir con FedRAMP.

#### Microsoft Dinámico CRM 2016
Microsoft Dynamics CRM 2016 se lanzó oficialmente el 30 de noviembre de 2015. Las versiones de CRM 2016 fueron 8.0, 8.1 y 8.2. Con la versión 8.2 el nombre, Microsoft Dynamics CRM 2016, se cambió a Dynamics 365
Microsoft Dynamics CRM 2016 se lanzó oficialmente el 30 de noviembre de 2015. Incluye avances en inteligencia, movilidad y servicio, con importantes mejoras de productividad. En junio de 2016 se desarrolló una aplicación especial que envía información escaneada de tarjetas de presentación a MS Dynamics CRM denominada Business Card Reader para MS Dynamics. y la aplicación Call Tracker en 2017.

#### Ventas de Microsoft Dynamics 365
Microsoft Dynamics 365 se lanzó oficialmente el 1 de noviembre de 2016 como sucesor de Dynamics CRM. El producto combina productos empresariales de Microsoft (CRM y ERP Dynamics AX). Se puede agregar un marcador de softphone como extensión.
La aplicación local, denominada Dynamics 365 Customer Engagement, contenía las siguientes aplicaciones:
- Dinámica 365 para Ventas
- Dinámica 365 para Atención al Cliente
- Dinámica 365 para Marketing
- Dynamics 365 para Servicio de Campo
- Dynamics 365 para la automatización de servicios de proyectos

Las ofertas Dynamics 365 para Finanzas y Operaciones cubren las necesidades de ERP, como contabilidad, manejo de facturas y pedidos y fabricación.
En Dynamics 365 versión 9.0.0.1 hay muchas características notables como entidades virtuales en Dynamics 365, Atributos de numeración automática, múltiples Se introdujeron conjuntos de opciones selectas, etc.

## Actualizaciones de productos

### Actualización de octubre de 2018
La actualización lanzada en octubre de 2018 incluyó nuevas funciones para ventas, marketing, servicio al cliente y contratación.

### Actualización de abril de 2019
Esta actualización se lanzó el 5 de abril de 2019. Las funciones agregadas después de la actualización incluyeron una interfaz de usuario (UUI) para incrustar aplicaciones de lienzo creadas en PowerApps y también recuperó la función de pestañas. La actualización también provocó la eliminación de Xrm.Page.data.

### Actualización de febrero de 2020
Se anunció una actualización el 19 de febrero de 2019. La actualización incluyó adiciones a Customer Insights, la plataforma de datos de clientes (CDP) de Microsoft, como nuevas conexiones de datos propias y de terceros. Además de esto, esta actualización trajo nuevas herramientas de pronóstico de ventas y Dynamics 365 Sales Engagement Center. Las operaciones de proyecto de Dynamics 365 se introdujeron en esta actualización.

### Actualización de octubre de 2021 (ola 1)
Se anunció una actualización el 5 de octubre de 2019. Esta actualización incluyó un reemplazo de los informes de conciliación bancaria. Se mejoró el diario de conciliación de pagos para admitir la publicación de vista previa, series de números separados y números de documentos definidos por el usuario. Microsoft Dynamics 365 también da la bienvenida a la acción Corregir dimensiones. Con esta actualización, Microsoft Dynamics 365 ha dado la bienvenida a la integración con el cuadro de búsqueda de Microsoft Teams, Microsoft Word y la tecnología Microsoft Universal Print.[cita requerida]

## Soporte y fin de vida
| Versión                     | Fecha de lanzamiento    | Fin del soporte general                                   | Fin del soporte extendido |
| --------------------------- | ----------------------- | --------------------------------------------------------- | ------------------------- |
| MicrosoftCRM 1.2            | 31 de octubre de 2003   | 9 de enero de 2007                                        |                           |
| Microsoft Dinámico CRM 3.0  | 1 de diciembre de 2005  | 12 de abril de 2011                                       | 12 de abril de 2016       |
| Microsoft Dinámico CRM 4.0  | 29 de febrero de 2008   | 9 de abril de 2013                                        | 10 de abril de 2018       |
| Microsoft Dinámico CRM 2011 | 18 de mayo de 2011      | 12 de julio de 2016                                       | 13 de julio de 2021       |
| Microsoft Dinámico CRM 2013 | 12 de enero de 2014     | 8 de enero de 2019                                        | 9 de enero de 2024        |
| Microsoft Dinámico CRM 2015 | 11 de febrero de 2015   | 14 de enero de 2020                                       | 14 de enero de 2025       |
| Microsoft Dinámico CRM 2016 | 30 de noviembre de 2015 | 12 de enero de 2021                                       | 13 de enero de 2026       |
| Microsoft Dinámica 365      | 1 de noviembre de 2016  | (sigue la política de ciclo de vida moderno de Microsoft) |                           |

## Productos relacionados
Microsoft Dynamics incluye un conjunto de productos relacionados:
- Reportero de gestión de Microsoft Dynamics. Management Reporter es una aplicación de análisis e informes financieros. Su característica principal es la creación de estados de resultados, estados de balance, estados de flujo de efectivo y otros informes financieros. Los informes se pueden almacenar en una biblioteca de informes centralizada junto con archivos de respaldo externos. La seguridad de los informes y archivos se puede controlar mediante la autenticación de Windows y SQL Server.
- Microsoft Dynamics para venta minorista (anteriormente Microsoft Dynamics RMS, QuickSell 2000 y Dynamics POS)
- Microsoft Dynamics para Marketing (anteriormente MDM y MarketingPilot 2012)
- Microsoft Dynamics Social Listening (anteriormente Netbreeze 2013)
- Power Automate, anteriormente Microsoft Flow (hasta 2019[74]), un conjunto de herramientas similar a IFTTT para implementar productos de flujo de trabajo empresarial.
- Power Automate Desktop, un software automatización de procesos robóticos para automatizar interfaces gráficas de usuario (adquirido en mayo de 2020)[75]
- Software de participación del cliente de Parature en los canales de atención y servicio al cliente (adquirido en enero de 2014)[76]

Microsoft también vende Sure Step como metodología de implementación de Microsoft Dynamics para sus revendedores.
En julio de 2018, Microsoft anunció Dynamics 365 AI para aplicaciones de ventas.

## Lectura adicional
- Houdeshell, Robert (2021). Operaciones de proyectos de Microsoft Dynamics 365: entregue proyectos rentables con una planificación de proyectos eficaz y flujos de trabajo operativos productivos. Packt Publishing. ISBN 978 -1801072076.
- Luszczak, Andreas (2018). Uso de Microsoft Dynamics 365 para Finanzas y Operaciones: aprenda y comprenda la funcionalidad de la solución empresarial de Microsoft. Springer Vieweg. ISBN 978-3658241063.